# قسم للر وكتك الريفي (مقاطعة أنديكا)
قسم للر وكتك الريفي (بالإنجليزية: Lalar and Katak Rural District)‏ هي قسم تقع في إيران في قسم تشيلو. يقدر عدد سكانها بـ 3,991 نسمة .